# Vedat Albayrak
Vedat Albayrak (Kokshetau, Kazajistán, 2 de marzo de 1993) es un deportista turco que compite en judo. Ha representado a tres países con nombres diferentes: primero a Georgia como Vano Revazishvili, después a Grecia como Román Mustópulos y por último a Turquía.
Ganó una medalla en el Campeonato Mundial de Judo de 2018 y tres medallas en el Campeonato Europeo de Judo entre los años 2021 y 2024.

## Palmarés internacional
| Representando a Turquía |                       |                   |           |
| Campeonato Mundial      |                       |                   |           |
| Año                     | Lugar                 | Medalla           | Categoría |
| 2018                    | Bakú (Azerbaiyán)     | Medalla de bronce | –81 kg    |
| Campeonato Europeo      |                       |                   |           |
| Año                     | Lugar                 | Medalla           | Categoría |
| 2021                    | Lisboa (Portugal)     | Medalla de oro    | –81 kg    |
| 2023                    | Montpellier (Francia) | Medalla de oro    | –81 kg    |
| 2024                    | Zagreb (Croacia)      | Medalla de bronce | –81 kg    |